# Kościół Świętych Cyryla i Metodego w Rzymie
Kościół Świętych Cyryla i Metodego w Rzymie (wł. Chiesa dei Santi Cirillo e Metodio) – rzymskokatolicki kościół tytularny w Rzymie.
Kościół położony jest przy Via dell'Osteria di Dragoncello 12 w Acilii. Wzniesiono go w latach 1996–1997 według projektu architekta Bozziniego z Mediolanu, który wygrał w europejskim konkursie wikariatu rzymskiego. 8 listopada 1997 kościół został poświęcony przez wikariusza generalnego Rzymu kardynała Camilla Ruiniego. Jest świątynią parafii erygowanej 1 października 1989 przez wikariusza generalnego Rzymu kardynała Ugo Polettiego, powierzonej duchowieństwu diecezjalnemu Rzymu.
30 września 2023 został ustanowiony kościołem tytularnym. Wtedy też został przydzielony kardynałowi Grzegorzowi Rysiowi, arcybiskupowi metropolicie łódzkiemu.